# Fox Mulder
Fox William Mulder (* 13. října 1961 Massachusetts) je speciálním agentem FBI v seriálu Akta X (1993–2018) a v několika samostatných filmech (Akta X, Akta X: Chci uvěřit). Speciálního agenta Muldera hraje David Duchovny.
Zvláštní agent Mulder věří v UFO a vládní spiknutí za účelem utajení existence mimozemské civilizace. Se svou spolupracovnicí, zvláštní agentkou FBI Danou Scullyovou, řeší odložené případy FBI, známé jako Akta X. Pro Muldera je řešení těchto tajemných a záhadných případů hlavní náplní života.

## Biografie
Narodil se 13. října 1961 v Massachusetts Billovi Mulderovi a Teeně Mulderové (Kuipersové). Jeho o 4 roky mladší sestra Samantha byla unesena mimozemšťany, nebo v to Mulder alespoň věří.
Navštěvoval psychologii na Oxfordské univerzitě, promoval v roce 1986. Následující rok nastoupil do akademie FBI v Quanticu ve Virginii v USA. Během zácviku v FBI dostal přezdívku „strašidelný Mulder“ kvůli své zálibě v paranormálních jevech.
Počátkem roku 1991 objevil Akta X a s kolegyní, agentkou Danou Fowleyovou, je začali řešit. Fowleyová byla později přeložena.
V březnu 1992 byla k Mulderovi přiřazena agentka Scullyová, aby při řešení Akta X použila své znalosti z oblasti medicíny a konvenčních věd.
Mulder má syna Williama se svou kolegyní Danou Scullyovou.

## Zajímavosti
- Mulderovo telefonní číslo (mobil) je (202) 555-9355.
- Heslo k jeho počítači je „TRUSTNO1“ („nikomu nevěř“).
- Měří 183 cm a váží 77 kg; oči má podle různých i "oficiálních" popisů světle hnědé (oříškové - angl. "hazel"), ale při záběrech zblízka vypadají spíš jako zeleno-šedé; vlasy má tmavě hnědé. Krevní skupina 0 negativní.
- Živí se převážně vlastnozubně loupanými slunečnicovými semínky.